# Dżem
Dżem és un grup de música blues rock polonès. El nom és un joc de paraules en polonès: Dżem vol dir melmelada, i fonèticament és idèntic a jam. Les seves cançons més conegudes són Czerwony jak cegła (vermell com un maó), Sen o Victorii (somni de victòria), Whysky i Wehikuł czasu (El vehicle del temps). El líder històric del grup, Ryszard Riedel, va morir el 1994 a causa d'una insuficiència cardíaca per l'abús de drogues, sobretot heroïna. L'àlbum més famós és Detox, una fusió de blues, funk i ragga.

## Membres
- Ryszard Riedel: veu, harmònica (1973-1994)
- Paweł Berger: teclat, òrgan Hammond, veu (1973-2005)
- Beno Otręba: baix, guitarra, veu (des del 1973)
- Adam Otręba: guitarra, veu (des del 1973)
- Jerzy Styczyński: guitarra (des del 1979)
- Zbigniew Szczerbiński: bateria (des del 1992)
- Jacek Dewódzki: veu (1995-2001)
- Janusz Borzucki: teclat, òrgan Hammond (des del 2005)